# Hosni Abd-Rabou
Hosni Abd-Rabou (arabisch حسني عبد ربه, DMG Ḥusnī ʿAbd Rabbihi; * 1. November 1984 in Ismaïlia) ist ein ehemaliger ägyptischer Fußballspieler, der zuletzt für Ismaily SC spielt.

## Vereinskarriere
Abd-Rabou begann seine Profikarriere in Ägypten beim Ismaily SC und war einer der jüngsten Spieler in der Saison 2001/02 als Ismaily die ägyptische Meisterschaft gewann. 2003 stand er mit dem Klub im Finale der CAF Champions League, verlor aber gegen den nigerianischen Klub FC Enyimba in der Addition mit 1:2. Im folgenden Jahr erreichte er das Finale der arabischen Champions League, erneut konnte man aber das Finale nicht gewinnen. Der tunesische Vertreter CS Sfaxien setzte sich mit 4:3 im Elfmeterschießen durch.
Im Sommer 2005 unterzeichnete Abd-Rabou beim französischen Erstligisten Racing Straßburg einen Fünf-Jahres-Vertrag. Er kam in seiner ersten Saison zu 22 Einsätzen, konnte aber den Abstieg des Klubs in die Ligue 2 nicht verhindern.
Bereits in der folgenden Saison spielte er auf Leihbasis wieder bei seinem Heimatklub Ismaily SC. Im Sommer 2008 gab er seinen Wechsel zu al-Ahli in die VAE bekannt. Es folgten weitere Stationen in Ägypten und Saudi-Arabien. Von 2013 bis zu seinem Karriereende 2018 spielte er wieder für seinen ehemaligen Verein Ismaily SC.

## Nationalmannschaftskarriere
2003 wurde er von Auswahltrainer Hassan Shehata in die ägyptische U20-Auswahl berufen, um an der Junioren-Fußballweltmeisterschaft 2003 in den Vereinigten Arabischen Emiraten teilzunehmen. Ägypten konnte sich dabei nach einem Sieg über die englische Jugendauswahl für das Achtelfinale qualifizieren, in dem man Argentinien durch ein Golden Goal nach 110 Minuten mit 1:2 unterlag. Im Technischen Bericht des Turniers wurde Abd-Rabou als einer der herausragenden Spieler seiner Mannschaft hervorgehoben.
2006 wurde Abd-Rabou in die ägyptische A-Nationalmannschaft berufen, um am Africa Cup of Nations im eigenen Land teilzunehmen. Eine Woche vor Turnierbeginn verletzte er sich und verpasste somit den Turniertriumph seines Landes. Bei der Afrikameisterschaft 2008 jedoch wurde er mit Ägypten Kontinentalmeister. Er erzielte im Laufe des Turniers vier Treffer, darunter zwei beim Auftaktspiel gegen Kamerun, und wurde zum besten Spieler des Turniers gewählt. 2014 beendete er seine Karriere in der Nationalmannschaft nach 99 Spielen und 15 Toren.